# Lista odcinków serialu Jak poznałem waszą matkę
Lista odcinków serialu Jak poznałem waszą matkę.

## Serie
| Seria | Seria | Liczba odcinków | Czas emisji                      |
| ----- | ----- | --------------- | -------------------------------- |
|       | 1     | 22              | 19 września 2005 – 15 maja 2006  |
|       | 2     | 22              | 18 września 2006 – 14 maja 2007  |
|       | 3     | 20              | 24 września 2007 – 15 maja 2008  |
|       | 4     | 24              | 22 września 2008 – 18 maja 2009  |
|       | 5     | 24              | 21 września 2009 – 24 maja 2010  |
|       | 6     | 24              | 20 września 2010 – 16 maja 2011  |
|       | 7     | 24              | 19 września 2011 – 14 maja 2012  |
|       | 8     | 24              | 24 września 2012 – 13 maja 2013  |
|       | 9     | 24              | 23 września 2013 – 31 marca 2014 |

## Seria 1: 2005–2006
| 1 | Pilot                             | Pilot                                        | Pamela Fryman | Craig Thomas, Carter Bays | 19 września 2005     | marzec 2007 | 1ALH79 |
| Kiedy najlepszy przyjaciel Teda, Marshall, oświadcza się swojej dziewczynie Lily, Ted zdaje sobie sprawę, że musi coś zrobić, jeżeli chce znaleźć tę jedyną. |                                   |                                              |               |                           |                      |             |        |
| 2 | Purple Giraffe                    | Fioletowa żyrafa                             | Pamela Fryman | Craig Thomas, Carter Bays | 26 września 2005     | marzec 2007 | 1ALH01 |
| W desperackim kroku Ted zaprasza Robin na przyjęcie, które ma zamiar zrobić pod wpływem impulsu. Ona jednak się nie pojawia. |                                   |                                              |               |                           |                      |             |        |
| 3 | Sweet Taste of Liberty            | Słodki smak wolności                         | Pamela Fryman | Chris Miller, Phil Lord   | 3 października 2005  | wiosna 2007 | 1ALH02 |
| Ted zgadza się na pomysł Barneya co do zmiany lokalu tego wieczoru, nie wie jednak, że wyląduje na lotnisku i tak zacznie się jego szalona przygoda. |                                   |                                              |               |                           |                      |             |        |
| 4 | Return of the Shirt               | Powrót koszuli                               | Pamela Fryman | Kourtney Kang             | 10 października 2005 | wiosna 2007 | 1ALH03 |
| Ted znajduje w szafie starą zieloną koszulę, której nie nosił przez lata. Barney daje propozycję Robin, aby w trakcie programu powiedziała kilka „nieprofesjonalnych zwrotów”, za co ma otrzymać od niego pieniądze.                                             |                                   |                                              |               |                           |                      |             |        |
| 5 | Okay Awesome                      | Ok, w porządku                               | Pamela Fryman | Chris Harris              | 17 października 2005 | wiosna 2007 | 1ALH04 |
| Ted, Barney i Robin wybierają się na imprezę w miasto. W tym czasie Marshall i Lily próbują sił w „rozrywkach dla dorosłych”. |                                   |                                              |               |                           |                      |             |        |
| 6 | Slutty Pumpkin                    | Zdzirowata dynia                             | Pamela Fryman | Brenda Hsueh              | 24 października 2005 | wiosna 2007 | 1ALH05 |
| Ted wyczekuje na spotkanie z dziewczyną przebraną za dynię poznaną lata temu na dachu swojego mieszkania. |                                   |                                              |               |                           |                      |             |        |
| 7 | Matchmaker                        | Swat                                         | Pamela Fryman | Chris Marcil, Sam Johnson | 7 listopada 2005     | wiosna 2007 | 1ALH07 |
| Ted udaje się do biura matrymonialnego, w którym za pomocą programu komputerowego ma odnaleźć swoją drugą połówkę. Okazuje się jednak że kobieta która idealnie do niego pasuje, jest już zaręczona. Ted postanawia się z nią spotkać.                           |                                   |                                              |               |                           |                      |             |        |
| 8 | The Duel                          | Pojedynek                                    | Pamela Fryman | Gloria Calderon Kellett   | 14 listopada 2005    | wiosna 2007 | 1ALH06 |
| Ted zdaje sobie sprawę, że gdy Marshall i Lily staną się małżeństwem będzie musiał się wyprowadzić. Dochodzi do sporu o to, kto ma zachować mieszkanie. |                                   |                                              |               |                           |                      |             |        |
| 9 | Belly Full of Turkey              | Wolontariat                                  | Pamela Fryman | Chris Miller, Phil Lord   | 21 listopada 2005    | wiosna 2007 | 1ALH09 |
| Ted i Robin decydują się pomóc w dokarmianiu bezdomnych podczas Święta Dziękczynienia. Odkrywają, że Barney jest wiodącym prym wolontariuszem i pomaga w przytułku dla bezdomnych.                                                                               |                                   |                                              |               |                           |                      |             |        |
| 10 | The Pineapple Incident            | Ananasowy incydent                           | Pamela Fryman | Carter Bays, Craig Thomas | 28 listopada 2005    | wiosna 2007 | 1ALH08 |
| Ted budzi się rano z ogromnym kacem. Ma zwichniętą kostkę, spaloną kurtkę, a w jego łóżku leży dziewczyna. Na stoliku nocnym leży ananas. Niestety niczego nie może sobie przypomnieć. W przypomnieniu sobie co działo się zeszłej nocy pomagają mu przyjaciele. |                                   |                                              |               |                           |                      |             |        |
| 11 | The Limo                          | Limuzyna                                     | Pamela Fryman | Sam Johnson, Chris Marcil | 19 grudnia 2005      | wiosna 2007 | 1ALH10 |
| Ted wynajmuje limuzynę i cała paczka ma zamiar spędzić Sylwestra zaliczając pięć imprez w ciągu trzech godzin. |                                   |                                              |               |                           |                      |             |        |
| 12 | The Wedding                       | Ślub                                         | Pamela Fryman | Kourtney Kang             | 9 stycznia 2006      | wiosna 2007 | 1ALH11 |
| Ted planuje wziąć Robin jako osobę towarzyszącą na wesele. Okazuje się jednak że Ted nie zaznaczył na ślubnym zaproszeniu, że przyjdzie z osobą towarzyszącą. |                                   |                                              |               |                           |                      |             |        |
| 13 | Drumroll, Please                  | Bębny, proszę                                | Pamela Fryman | Gloria Calderon Kellett   | 23 stycznia 2006     | wiosna 2007 | 1ALH12 |
| Na weselu Ted poznaje dziewczynę która bardzo mu się spodobała. Umawiają się, że zachowają anonimowość, tak aby ta noc była niezapomniana i magiczna. |                                   |                                              |               |                           |                      |             |        |
| 14 | Zip, Zip, Zip                     | Zamek błyskawiczny                           | Pamela Fryman | Brenda Hsueh              | 6 lutego 2006        | wiosna 2007 | 1ALH13 |
| Ted i Victoria mają zamiar przeżyć swój wspólny pierwszy raz. Marshall i Lily zmieniają swoje plany na spędzenie wieczoru, przez co zostają w domu, o czym nie wie Ted. Robin zastępuje Teda w roli skrzydłowego Barneya.                                        |                                   |                                              |               |                           |                      |             |        |
| 15 | Game Night                        | Noc gier                                     | Pamela Fryman | Chris Harris              | 27 lutego 2006       | wiosna 2007 | 1ALH14 |
| Barney opowiada o najbardziej zawstydzającej części swojego życia, gdy nie nosił garniturów. |                                   |                                              |               |                           |                      |             |        |
| 16 | Cupcake                           | Pączek                                       | Pamela Fryman | Maria Farrari             | 6 marca 2006         | wiosna 2007 | 1ALH15 |
| Victoria otrzymuje propozycję wymarzonej pracy w Niemczech. Lily niszczy suknię ślubną w sklepie a Barney namawia Marshalla do zakupu drogiego garnituru. Owe okoliczności zmuszają Marshalla do odbycia rozmowy w sprawie pracy w korporacji.                   |                                   |                                              |               |                           |                      |             |        |
| 17 | Life Among the Gorillas           | Życie pośród goryli                          | Pamela Fryman | Craig Thomas, Carter Bays | 20 marca 2006        | wiosna 2007 | 1ALH16 |
| Barney uczy Marshalla jak przetrwać w korporacyjnym środowisku i zostać zaakceptowanym przez resztę pracowników. Lily z niepokojem obserwuje jak jej ukochany się zmienia. Ted czeka na telefon od Victorii, ale zamiast tego dzwoni Robin.                      |                                   |                                              |               |                           |                      |             |        |
| 18 | Nothing Good Happens After 2 A.M. | Nic dobrego nie może się zdarzyć po 2 w nocy | Pamela Fryman | Craig Thomas, Carter Bays | 10 kwietnia 2006     | wiosna 2007 | 1ALH17 |
| Ted przekonany o tym że Victoria chce go rzucić przyjmuje zaproszenie Robin. Okłamuje Robin że zerwał już z Victorią. Teoria matki Teda „Nic dobrego nie może się zdarzyć po 2 w nocy” okazuje się prawdą.                                                       |                                   |                                              |               |                           |                      |             |        |
| 19 | Mary the Paralegal                | Pani prawnik Mary                            | Pamela Fryman | Chris Harris              | 24 kwietnia 2006     | wiosna 2007 | 1ALH18 |
| Wszyscy zostają zaproszeni na bankiet wiadomości telewizyjnych z okazji nominacji Robin do nagrody. Barney umawia Teda na „gorącą randkę”. |                                   |                                              |               |                           |                      |             |        |
| 20 | Best Prom Ever                    | Najlepszy bal maturalny                      | Pamela Fryman | Ira Ungerleider           | 1 maja 2006          | wiosna 2007 | 1ALH19 |
| Data ślubu Marshalla i Lily zbliża się nieubłaganie. Lily chcąc posłuchać kapeli, którą chciałaby wynająć na wesele, wkrada się na bal maturalny. |                                   |                                              |               |                           |                      |             |        |
| 21 | Milk                              | Mleko                                        | Pamela Fryman | Craig Thomas, Carter Bays | 8 maja 2006          | wiosna 2007 | 1ALH20 |
| Kiedy samochód Lily psuje się, dzwoni do Teda by jej pomógł. Ted przerywa bardzo ważną randkę i pomaga Lily. Dowiaduje się, że jedzie ona na przesłuchanie do Letniego Programu Artystycznego.                                                                   |                                   |                                              |               |                           |                      |             |        |
| 22 | Come On                           | Daj spokój                                   | Pamela Fryman | Craig Thomas, Carter Bays | 15 maja 2006         | wiosna 2007 | 1ALH21 |
| Ted próbuje zdobyć serce Robin, ale ona przygotowuje się na weekendowy wyjazd ze swoim współpracownikiem Sandym. Marshall odkrywa, że Lily zdała na Letni Program Artystyczny.                                                                                   |                                   |                                              |               |                           |                      |             |        |

## Seria 2: 2006–2007
| 1 (23) | Where Were We?              | Gdzie byliśmy?                            | Pamela Fryman | Craig Thomas, Carter Bays | 18 września 2006     | jesień 2007 | 2ALH01 |
| Marshall rozpacza po odejściu Lily. Przyjaciele próbują mu pomóc w zapomnieniu o Lily. Barney zabiera Marshalla do klubu ze striptizem, a Robin uczy go strzelać z broni. |                             |                                           |               |                           |                      |             |        |
| 2 (24) | The Scorpion and the Toad   | Skorpion i ropucha                        | Rob Greenberg | Chris Harris              | 25 września 2006     | jesień 2007 | 2ALH02 |
| Lily wraca do Nowego Jorku i szuka własnego mieszkania. Barney pomaga Marshallowi w podrywaniu dziewczyn w barze. Robin jest przekonana, że Lily naprawdę jest szczęśliwa. Ted chce udowodnić Robin, że się myli w sprawie z Lily.                                                                           |                             |                                           |               |                           |                      |             |        |
| 3 (25) | Brunch                      | Brunch                                    | Pamela Fryman | Stephen Lloyd             | 2 października 2006  | jesień 2007 | 2ALH03 |
| Po rozstaniu z Lily, Marshallowi trudno jest być singlem, wpada na znajomego, z którym zaczyna się spotykać. Rodzice Teda przyjeżdżają do Nowego Jorku, aby świętować trzydziestą rocznicę ślubu. Nie potrafią jednak ze sobą rozmawiać. Ted dowiaduje się o sprawach jakie jego rodzice przed nim ukrywali. |                             |                                           |               |                           |                      |             |        |
| 4 (26) | Ted Mosby: Architect        | Ted Mosby: Architekt                      | Pamela Fryman | Kristen Newman            | 9 października 2006  | jesień 2007 | 2ALH04 |
| Barney testuje nowy sposób podrywania dziewczyn - przedstawia się jako Ted Mosby - the Architect i uświadamia sobie że to naprawdę działa. Kiedy Robin słyszy że Ted paraduje po mieście i podrywa dziewczyny chce odkryć prawdę.                                                                            |                             |                                           |               |                           |                      |             |        |
| 5 (27) | World’s Greatest Couple     | Najlepsza para na świecie                 | Pamela Fryman | Brenda Hsueh              | 16 października 2006 | jesień 2007 | 2ALH06 |
| Lily nie chce mieszkać w wynajętym mieszkaniu, jedyną deską ratunku jest Barney. Ten zgadza się przenocować Lily, ale pod pewnymi warunkami. Wkrótce okazuje się jednak, że pomysł na wspólne mieszkanie nie jest taki zły.                                                                                  |                             |                                           |               |                           |                      |             |        |
| 6 (28) | Aldrin Justice              | Sprawiedliwość Aldrin                     | Pamela Fryman | Jamie Rhonheimer          | 23 października 2006 | jesień 2007 | 2ALH05 |
| Lily szukając swojego miejsca w życiu zatrudnia się w firmie architektonicznej, w której pracuje Ted. Nie podoba jej się zachowanie szefa, dlatego karze go w specyficzny dla siebie sposób. Przyjaciele rozmawiają na temat kar oraz na temat odwagi.                                                       |                             |                                           |               |                           |                      |             |        |
| 7 (29) | Swarley (a.k.a. Crazy Eyes) | Swarley (Szalone Oczy)                    | Pamela Fryman | Greg Malins               | 6 listopada 2006     | jesień 2007 | 2ALH07 |
| Marshall poznaje dziewczynę z „szalonymi oczami”. Przyjaciele wymyślają nową ksywkę dla Barneya. |                             |                                           |               |                           |                      |             |        |
| 8 (30) | Atlantic City               | Atlantic City                             | Pamela Fryman | Maria Ferrari             | 13 listopada 2006    | jesień 2007 | 2ALH08 |
| Grupa wyjeżdża na wycieczkę do Atlantic City. |                             |                                           |               |                           |                      |             |        |
| 9 (31) | Slap Bet                    | Zakład o policzek                         | Pamela Fryman | Kourtney Kang             | 20 listopada 2006    | jesień 2007 | 2ALH09 |
| Barney zakłada się z Marshallem o to, dlaczego Robin nie lubi centrów handlowych. Stawką jest wymierzenie przegranemu policzka. |                             |                                           |               |                           |                      |             |        |
| 10 (32) | Single Stamina              | Single                                    | Pamela Fryman | Kristen Newman            | 27 listopada 2006    | jesień 2007 | 2ALH10 |
| Do Nowego Jorku przyjeżdża brat Barneya, James. |                             |                                           |               |                           |                      |             |        |
| 11 (33) | How Lily Stole Christmas    | Jak Lily ukradła święta Bożego Narodzenia | Pamela Fryman | Brenda Hsueh              | 11 grudnia 2006      | jesień 2007 | 2ALH11 |
| Lily gniewa się na Teda tuż przed świętami, ponieważ nazwał ją Miurwą. |                             |                                           |               |                           |                      |             |        |
| 12 (34) | First Time In New York      | Pierwszy raz w Nowym Jorku                | Pamela Fryman | Gloria Calderon Kellet    | 8 stycznia 2007      | jesień 2007 | 2ALH12 |
| Do Nowego Jorku przyjeżdża siostra Robin i chce przeżyć swój pierwszy raz. Robin próbuje wybić z głowy siostrze ten pomysł. |                             |                                           |               |                           |                      |             |        |
| 13 (35) | Columns                     | Kolumny                                   | Rob Greenberg | Matt Kuhn                 | 22 stycznia 2007     | jesień 2007 | 2ALH13 |
| Ted zmaga się ze swoim niesfornym pracownikiem. Barney znajduje obraz nagiego Marshalla i prosi Lily o taki sam dla niego. |                             |                                           |               |                           |                      |             |        |
| 14 (36) | Monday Night Football       | Poniedziałkowa noc futbolowa              | Rob Greenberg | Craig Thomas, Carter Bays | 5 lutego 2007        | jesień 2007 | 2ALH14 |
| Grupa nie może obejrzeć Super Bowl, bo w tym samym czasie jest pogrzeb pracownika baru. Postanawiają nie dowiedzieć się o wyniku meczu i obejrzeć go następnego dnia. |                             |                                           |               |                           |                      |             |        |
| 15 (37) | Lucky Penny                 | Szczęśliwy pens                           | Pamela Fryman | Jamie Rhonheimer          | 12 lutego 2007       | jesień 2007 | 2ALH15 |
| Ted spóźnia się na samolot do Chicago, gdzie miał rozpocząć nową pracę. Czekając z Robin na informację, czy są miejsca w innym samolocie starają się dotrzeć czyja to wina. |                             |                                           |               |                           |                      |             |        |
| 16 (38) | Stuff                       | Rzeczy                                    | Pamela Fryman | Kourtney Kang             | 19 lutego 2007       | jesień 2007 | 2ALH16 |
| Robin jest zazdrosna o to, że prawie wszystkie rzeczy Teda są od jego byłych i każe się mu ich pozbyć. |                             |                                           |               |                           |                      |             |        |
| 17 (39) | Arrivederci Fiero           | Żegnaj, Fiero                             | Pamela Fryman | Chris Harris              | 26 lutego 2007       | jesień 2007 | 2ALH17 |
| Samochód Marshalla, Fiero, zepsuł się. Przyjaciele żegnając się z nim wspominają przygody związane z pojazdem. |                             |                                           |               |                           |                      |             |        |
| 18 (40) | Moving Day                  | Przeprowadzka                             | Pamela Fryman | Maria Ferrari             | 19 marca 2007        | jesień 2007 | 2ALH18 |
| Ted i Robin postanowili ze sobą zamieszkać. Ktoś kradnie ciężarówkę Teda, w której były wszystkie jego rzeczy. |                             |                                           |               |                           |                      |             |        |
| 19 (41) | Bachelor Party              | Wieczór kawalerski                        | Pamela Fryman | Craig Thomas, Carter Bays | 9 kwietnia 2007      | jesień 2007 | 2ALH19 |
| Ted organizuje wieczór kawalerski dla Marshalla. Na niezadowolenie Barneya, reszta nie chce striptizerki. Robin szuka dobrego prezentu dla Lilly na wieczór panieński, pomaga jej w tym Barney. Okazuje się on niezbyt trafionym.                                                                            |                             |                                           |               |                           |                      |             |        |
| 20 (42) | Showdown                    | Pojedynek                                 | Pamela Fryman | Gloria Calderon Kellet    | 30 kwietnia 2007     | jesień 2007 | 2ALH20 |
| Barney chce wystąpić w teleturnieju, gdzie prowadzącym jest jego ojciec. Ted i Marshall pracują nad odpowiednią ślubną przemową, a Lily i Robin nad wagą tej pierwszej. |                             |                                           |               |                           |                      |             |        |
| 21 (43) | Something Borrowed          | Coś pożyczonego                           | Pamela Fryman | Greg Malins               | 7 maja 2007          | jesień 2007 | 2ALH21 |
| Zbliża się ślub Lilly i Marshalla. Niestety nic nie idzie tak jak to sobie planowali, w dodatku na weselu pojawia się również Scooter - były chłopak Lily. |                             |                                           |               |                           |                      |             |        |
| 22 (44) | Something Blue              | Coś niebieskiego                          | Pamela Fryman | Craig Thomas, Carter Bays | 14 maja 2007         | jesień 2007 | 2ALH22 |
| W trakcie ślubu Marshalla i Lily, Ted i Robin opowiadają Barneyowi historie ważnej dla nich decyzji, a nowożeńcy próbują znaleźć coś do jedzenia, co wcale nie jest takie łatwe na jakie się wydaje. |                             |                                           |               |                           |                      |             |        |

## Seria 3: 2007–2008
| 1 (45) | Wait for It             | Zaczekaj                            | Pamela Fryman | Craig Thomas, Carter Bays               | 24 września 2007     | 3ALH01 |
| Robin wraca z Argentyny z przystojnym Gaelem, widząc to Ted postanawia zrobić wypad do miasta z Barneyem i wygrać rozstanie. Poznaje w barze Amy i upija się. |                         |                                     |               |                                         |                      |        |
| 2 (46) | We’re Not From Here     | Nie jesteśmy stąd                   | Pamela Fryman | Chris Harris                            | 1 października 2007  | 3ALH02 |
| Ted i Barney widząc zainteresowanie kobiet Gaelem postanawiają udawać turystów, aby poderwać dziewczyny z Nowego Jorku. Lily i Marshall tworzą foldery śmierci na wypadek zgonu jednego z nich. Robin nie może znieść zwyczaje nowego chłopaka. |                         |                                     |               |                                         |                      |        |
| 3 (47) | Third Wheel             | Trójkołowiec                        | Pamela Fryman | David Hemingson                         | 8 października 2007  | 3ALH03 |
| Ted umawia się z chłopakami w barze, pod ich nieobecność spotyka Trudy, a także jej przyjaciółkę Rachel. Obie panie wykazują zainteresowanie Tedem. Robin udaje się na randkę z przystojnym lekarzem. |                         |                                     |               |                                         |                      |        |
| 4 (48) | Little Boys             | Mali chłopcy                        | Rob Greenberg | Kourtney Kang                           | 15 października 2007 | 3ALH04 |
| Lily umawia Robin z samotnym ojcem. Barney i Ted zakładają się o to kto ma większe powodzenie u kobiet i potrafi szybciej i skuteczniej poderwać dziewczynę. |                         |                                     |               |                                         |                      |        |
| 5 (49) | How I Met Everyone Else | Jak poznałem wszystkich pozostałych | Pamela Fryman | Gloria Calderon Kellet                  | 22 października 2007 | 3ALH05 |
| Ted przyprowadza do pubu dziewczynę, aby zapoznać ją ze swoimi przyjaciółmi. Kobieta okazuje się nie do końca normalna, widząc to Barney opowiada o swojej skali szaleństwa. Ted opowiada jak poznał pozostałych członków ekipy. |                         |                                     |               |                                         |                      |        |
| 6 (50) | I’m Not That Guy        | Nie jestem tamtym gościem           | Pamela Fryman | Jonathan Groff                          | 29 października 2007 | 3ALH06 |
| Marshall jest kuszony przez Jeffa Coatswortha do przyjęcia pracy w firmie Nicholson, Hewitt & West, a tym samym do rezygnacji z pracy w NRDC. Barney znajduje aktora porno o takim samym imieniu i nazwisku jak Ted i razem postanawiają go odszukać.                                                                                                   |                         |                                     |               |                                         |                      |        |
| 7 (51) | Dowisetrepla            | Dowisetrepla                        | Pamela Fryman | Brenda Hsueh                            | 5 listopada 2007     | 3ALH07 |
| Dla Lily i Marshalla uciążliwe staje się mieszkanie z Tedem, postanawiają więc kupić własne mieszkanie. Podczas pobytu w banku na jaw wychodzi wielka tajemnica Lily. |                         |                                     |               |                                         |                      |        |
| 8 (52) | Spoiler Alert           | Cechy                               | Pamela Fryman | Stephen Lloyd                           | 12 listopada 2007    | 3ALH08 |
| Marshall oczekuje na wyniki egzaminu prawniczego, jednak zapomina hasła do konta studenckiego. Ted spotyka się z Cathy z czego pozostała część ekipy nie jest zadowolona. Członkowie paczki zaczynają wypominać sobie swoje denerwujące cechy. |                         |                                     |               |                                         |                      |        |
| 9 (53) | Slapsgiving             | Święto Trzepnięczynienia            | Pamela Fryman | Matt Kuhn                               | 19 listopada 2007    | 3ALH09 |
| Lily i Marshall urządzają swoje pierwsze Święto Dziękczynienia jako małżeństwo. Ted nie może pogodzić się z faktem, że Robin spotyka się ze starszym mężczyzną. Barney jest terroryzowany przez Marshalla i fakt, że zostanie trzepnięty po raz trzeci po kolacji.                                                                                      |                         |                                     |               |                                         |                      |        |
| 10 (54) | The Yips                | Zawias                              | Pamela Fryman | Jamie Rhonheimer                        | 26 listopada 2007    | 3ALH10 |
| Cała grupa zapisuje się na siłownię. Barney spotyka tam Rhonde, jego pierwszą kochankę. To ona ukształtowała jego pewność siebie w stosunku do kobiet. Niestety okazuje się, że wszystko było kłamstwem, a Barney zaczyna przeżywać ciężkie chwile. |                         |                                     |               |                                         |                      |        |
| 11 (55) | The Platinum Rule       | Platynowa zasada                    | Pamela Fryman | Craig Thomas, Carter Bays               | 10 grudnia 2007      | 3ALH11 |
| Ted przygotowuje się do wyjścia na randkę z dr. Stellą Zinman, która ma usunąć mu tatuaż z pleców. Pozostali członkowie grupy są tym zaniepokojeni. Wszyscy postanawiają go od tego odwieść, przywołując swoje wcześniejsze spotkania z osobami, których nie mogli uniknąć.                                                                             |                         |                                     |               |                                         |                      |        |
| 12 (56) | No Tomorrow             | Jutro nie istnieje                  | Pamela Fryman | Craig Thomas, Carter Bays               | 17 marca 2008        | 3ALH12 |
| Barney próbuje namówić Teda, Marshalla i Lily do wyjścia do klubu w celu świętowania Dnia Św. Patryka. Ostatecznie tylko Ted daje się przekonać. Bohaterowie postanawiają przetestować nową teorię: Rób źle, dobro Ci się przytrafi, która ku ich zaskoczeniu działa. W tym czasie Marshall i Lily wraz z Robin udają się do swojego nowego mieszkania. |                         |                                     |               |                                         |                      |        |
| 13 (57) | Ten Sessions            | 10 sesji                            | Pamela Fryman | Chris Harris, Craig Thomas, Carter Bays | 24 marca 2008        | 3ALH13 |
| Stella nie chce umówić się z Tedem. Postanawia on, że w ciągu 10 sesji, podczas których ma pozbyć się tatuażu, zamieni jej „nie” w „tak”. Ted nie zauważa, że recepcjonistka Stelli - Abby (Britney Spears) zaczyna się nim interesować. |                         |                                     |               |                                         |                      |        |
| 14 (58) | The Bracket             | Eliminacje                          | Pamela Fryman | Joe Kelly                               | 31 marca 2008        | 3ALH14 |
| Każda z podrywanych przez Barneya kobiet policzkuje go. Barney postanawia się dowiedzieć co jest tego przyczyną. |                         |                                     |               |                                         |                      |        |
| 15 (59) | The Chain Of Screaming  | Łańcuch krzyku                      | Pamela Fryman | Craig Thomas, Carter Bays               | 14 kwietnia 2008     | 3ALH15 |
| Szef Marshalla krzyczy na niego, ponieważ ten nie oddał raportu. Cała ekipa stara się dać mu dobre rady i pomóc w rozwiązaniu problemu. Tymczasem Ted za pieniądze z premii kupuje sobie auto. |                         |                                     |               |                                         |                      |        |
| 16 (60) | Sandcastles in the Sand | Zamki z piasku                      | Pamela Fryman | Kourtney Kang                           | 21 kwietnia 2008     | 3ALH16 |
| Robin dowiaduje się, że jej stara miłość Simon jest w mieście. Robin chce wygrać rozstanie więc zaprasza go do baru na spotkanie ze znajomymi. Ekipa dowiaduje się, że Simon wystąpił w jednym z teledysków Robin, Barney chce znaleźć to video. |                         |                                     |               |                                         |                      |        |
| 17 (61) | The Goat                | Koza                                | Pamela Fryman | Stephen Llyod                           | 28 kwietnia 2008     | 3ALH17 |
| Barney łamie braterski kodeks śpiąc z Robin. Próbuje namówić Marshalla do znalezienia luki w książce, która pozwoli mu oczyścić sumienie i zmazać winę. Tymczasem zbliżają się 30 urodziny Teda. |                         |                                     |               |                                         |                      |        |
| 18 (62) | Rebound Bro             | Nowy skrzydłowy                     | Pamela Fryman | Jamie Rhonheimer                        | 5 maja 2008          | 3ALH18 |
| Stella wyznaje Tedowi, że nie uprawiała seksu od 5 lat. Bohater jest zaniepokojony tym faktem, obawia się, że nie spełni jej oczekiwań. Barney szuka nowego skrzydłowego. Wybór pada na jednego z pracowników jego biura. |                         |                                     |               |                                         |                      |        |
| 19 (63) | Everything Must Go      | Wszystko się zmienia                | Pamela Fryman | Jonathan Groff, Chris Harris            | 12 maja 2008         | 3ALH19 |
| Barney namierza w końcu dziewczynę która sabotowała jego próby podrywu. Razem postanawiają uświadomić Tedowi jak bardzo beznadziejnie zachowuje się kiedy jest w związku. Lily próbuje sprzedać swoje obrazy, aby zarobić pieniądze na naprawę podłóg i tym samym uniknąć wyprzedaży swoich ubrań.                                                      |                         |                                     |               |                                         |                      |        |
| 20 (64) | Miracles                | Cuda                                | Pamela Fryman | Craig Thomas, Carter Bays               | 19 maja 2008         | 3ALH20 |
| Ted ulega wypadkowi samochodowemu. Wszyscy znajomi pędzą do szpitala. Lily dzwoni do Barneya żeby go o tym powiadomić, ale ten wydaje się to lekceważyć. Marshall stara się udowodnić Robin że cuda istnieją na świecie. |                         |                                     |               |                                         |                      |        |

## Seria 4: 2008–2009
| 1 (65) | Do I Know You?              | Czy ja ją w ogóle znam?                     | Pamela Fryman | Craig Thomas, Carter Bays    | 22 września 2008     | 21 września 2009     | 4ALH01 |
| Barney uświadamia sobie, że jego uczucie do Robin jest silniejsze niż myślał. Nie umiejąc sobie z tym poradzić zwraca się z prośbą do Lily. Stella przyjmuje oświadczyny Teda, nie wie jednak, że ten postanawia ją „sprawdzić” - chce by kobieta obejrzała „Gwiezdne wojny”, jego ulubiony film.                                                    |                             |                                             |               |                              |                      |                      |        |
| 2 (66) | The Best Burger in New York | Najlepszy burger w Nowym Jorku              | Pamela Fryman | Craig Thomas, Carter Bays    | 29 września 2008     | 21 września 2009     | 4ALH02 |
| Firma Barneya przejmuje Bank Narodowy Goliat. Marshall wspomina najlepszego burgera jakiego kiedykolwiek skosztował. Postanawia odnaleźć knajpkę w której go jadł. |                             |                                             |               |                              |                      |                      |        |
| 3 (67) | I Heart NJ                  | Kocham NJ                                   | Pamela Fryman | Greg Malins                  | 6 października 2008  | 28 września 2009     | 4ALH04 |
| Ted uświadamia sobie, że większość swojego czasu spędza w pociągach kursując między Manhattanem a New Jersey, gdzie mieszka Stella. Postanawia zaprosić swoich przyjaciół do domu swojej wybranki. Tymczasem Robin postanawia odejść z Metro News One.                                                                                               |                             |                                             |               |                              |                      |                      |        |
| 4 (68) | Intervention                | Interwencja                                 | Pamela Fryman | Stephen Lloyd                | 13 października 2008 | 28 września 2009     | 4ALH03 |
| Ted, Marshall, Lily i Robin przygotowują się do przeprowadzki, tymczasem Barney próbuje poderwać dziewczynę udając staruszka. Cała paczka przypomina sobie historię tzw. „Interwencji”, które pomagały każdemu z nich pozbyć się nałogów w przeszłości.                                                                                              |                             |                                             |               |                              |                      |                      |        |
| 5 (69) | Shelter Island              | Wyspa Shelter                               | Pamela Fryman | Chris Harris                 | 20 października 2008 | 5 października 2009  | 4ALH05 |
| Siostra Stelli zrywa zaręczyny ze swoim chłopakiem, przez co może stracić pieniądze za urządzenie wesela. Ted i Stella postanawiają jej pomóc urządzając zamiast jej wesela własne. Ceremonia ma odbyć się na wyspie Shelter Island. Barney próbuje zaleźć sposób na ponowne przespanie się z Robin, która przylatuje z Japonii na zaproszenie Teda. |                             |                                             |               |                              |                      |                      |        |
| 6 (70) | Happily Ever After          | Długo i szczęśliwie                         | Pamela Fryman | Jamie Rhonheimer             | 3 listopada 2008     | 5 października 2009  | 4ALH06 |
| Przyjaciele martwią się o Teda i jego stan psychiczny po nieudanym ślubie. Bohater zapewnia ich jednak, że czuje się dobrze. Cała paczka udaje się na obiad do restauracji, gdzie niespodziewanie pojawia się Stella. Okazuje się, że każdy z nich ma taką osobę, której nie chciałby spotkać.                                                       |                             |                                             |               |                              |                      |                      |        |
| 7 (71) | Not a Father’s Day          | Dzień nie-ojca                              | Pamela Fryman | Robia Rashid                 | 10 listopada 2008    | 12 października 2009 | 4ALH07 |
| Barney dowiaduje się, że być może będzie ojcem. Lily i Marshall chcą wiedzieć co ich przyjaciele sądzą o posiadaniu dziecka, gdyż ich zdania są podzielone. |                             |                                             |               |                              |                      |                      |        |
| 8 (72) | Woooo!                      | Woooo!                                      | Pamela Fryman | Craig Thomas, Carter Bays    | 17 listopada 2008    | 12 października 2009 | 4ALH09 |
| Lily zaprasza Robin na urodziny jednej z jej przyjaciółek, która okazuje się być „Wooo” dziewczyną. Barney proponuje Tedowi przedstawienie projektu siedziby GNB na zebraniu rady nadzorczej. |                             |                                             |               |                              |                      |                      |        |
| 9 (73) | The Naked Man               | Nagus                                       | Pamela Fryman | Joe Kelly                    | 24 listopada 2008    | 19 października 2009 | 4ALH08 |
| Ted zastaje w swoim mieszkaniu nagiego faceta. Poznaje od niego technikę podrywu „nagi mężczyzna”. |                             |                                             |               |                              |                      |                      |        |
| 10 (74) | The Fight                   | Walka                                       | Pamela Fryman | Theresa Mulligan Rosenthal   | 8 grudnia 2008       | 19 października 2009 | 4ALH10 |
| Barney i Ted wdają się w bójkę sprowokowaną przez Douga, barmana w MacLaren’s Pub. Marshall stara się udowodnić, że również umie się bić. |                             |                                             |               |                              |                      |                      |        |
| 11 (75) | Little Minnesota            | Mała Minnesota                              | Pamela Fryman | Chuck Tatham                 | 15 grudnia 2008      | 26 października 2009 | 4ALH12 |
| Młodsza siostra Teda przyjeżdża do niego na święta. Chce podjąć pracę i zamieszkać w NY. Marshall zabiera Robin do swojego ulubionego baru. |                             |                                             |               |                              |                      |                      |        |
| 12 (76) | Benefits                    | Korzyści                                    | Pamela Fryman | Kourtney Kang                | 12 stycznia 2009     | 26 października 2009 | 4ALH11 |
| Nie mając mieszkania Robin jest zmuszona mieszkać u Teda. Powoduje to wiele kłótni. Para wpada na pomysł - sex bez zobowiązań. Niestety nakrywa ich Marshall, który wpada do mieszkania „poczytać gazetę”. |                             |                                             |               |                              |                      |                      |        |
| 13 (77) | Three Days of Snow          | Trzy dni zamieci                            | Pamela Fryman | Matt Kuhn                    | 19 stycznia 2009     | 2 listopada 2009     | 4ALH13 |
| Zgodnie z tradycją Marshall powinien jechać po Lily na lotnisko za co ta odwdzięcza mu się przywiezionym z odwiedzanego miasta piwem. Tym razem uzgodnili jednak, że tego nie zrobią. Barney i Ted dostają od Carla klucze do baru. |                             |                                             |               |                              |                      |                      |        |
| 14 (78) | The Possimpible             | Kreażliwość                                 | Pamela Fryman | Jonathan Groff               | 2 lutego 2009        | 2 listopada 2009     | 4ALH14 |
| Metro News One przesyła Robin pocztę z dwóch miesięcy. Między listami od fanów znajduje się informacja o tym, że jeśli dziewczyna nie znajdzie nowej pracy w ciągu 7 dni zostanie deportowana. Barney postanawia jej pomóc tworząc jej video CV. |                             |                                             |               |                              |                      |                      |        |
| 15 (79) | The Stinsons                | Stinsonowie                                 | Pamela Fryman | Craig Thomas, Carter Bays    | 2 marca 2009         | 9 listopada 2009     | 4ALH15 |
| Przyjaciele podejrzewają Barneya że ma stałą partnerkę. Śledzą go aby sprawdzić swoje podejrzenia. W konsekwencji tego Barney przedstawia im swoją żonę i syna. |                             |                                             |               |                              |                      |                      |        |
| 16 (80) | Sorry, Bro                  | Wybacz, brachu                              | Pamela Fryman | Craig Gerard, Matthew Zinman | 9 marca 2009         | 9 listopada 2009     | 4ALH16 |
| Kiedy Marshall i Lily dowiadują się, że była dziewczyna Teda, Karen, jest w NY postanawiają pokazać mu jak bardzo jej nienawidzą. Barney opowiada paczce zabawną historię z udziałem spodni Marshalla. |                             |                                             |               |                              |                      |                      |        |
| 17 (81) | The Front Porch             | Ganek                                       | Rob Greenberg | Chris Harris                 | 16 marca 2009        | 16 listopada 2009    | 4ALH17 |
| Robin prosi znajomych żeby wreszcie obejrzeli jej program. Przyjaciele umawiają się na oglądanie show w mieszkaniu Lily i Marshalla. Ted dowiaduje się, że Lily przyczyniła się do rozpadu kilku jego związków. Marshall uświadamia Barneya jak przyjemne jest spanie w koszuli nocnej.                                                              |                             |                                             |               |                              |                      |                      |        |
| 18 (82) | Old King Clancy             | „Old King Clancy”                           | Pamela Fryman | Jamie Rhonheimer             | 23 marca 2009        | 16 listopada 2009    | 4ALH18 |
| Ted dowiaduje się, że plany budowy nowej siedziby GNB zostały anulowane. Robin mówi paczce, że spała z kimś sławnym. Osoba ta miała dziwne upodobania seksualne. |                             |                                             |               |                              |                      |                      |        |
| 19 (83) | Murtaugh                    | Murtaugh                                    | Pamela Fryman | Joe Kelly                    | 30 marca 2009        | 23 listopada 2009    | 4ALH19 |
| Ted tworzy listę Murtaugha, czyli spis rzeczy na które jest za stary. Barney przyjmuje wyzwanie i postanawia mu udowodnić, że jest w stanie wykonać każdą pozycję z tej listy. Tymczasem Marshall podejmuje się trenowania drużyny koszykarskiej przedszkolaków Lily.                                                                                |                             |                                             |               |                              |                      |                      |        |
| 20 (84) | Mosbius Designs             | „Mosbius Designs”                           | Pamela Fryman | Kourtney Kang                | 13 kwietnia 2009     | 23 listopada 2009    | 4ALH20 |
| Barney opowiada Lily dowcip, po którym ta znika na 4 tygodnie. Ted zakłada firmę i zatrudnia asystenta w którym Robin się zakochała. Marshall próbuje umocnić swoją pozycję w pracy. |                             |                                             |               |                              |                      |                      |        |
| 21 (85) | The Three Days Rule         | Zasada trzech dni                           | Pamela Fryman | Greg Malins                  | 27 kwietnia 2009     | 30 listopada 2009    | 4ALH22 |
| Ted poznaje w barze Holly i chce do niej od razu zadzwonić. Barney odwodzi go od tego i przedstawia zasadę „trzech dni”. Ted mimo to łamie tę zasadę pisząc do dziewczyny smsa. |                             |                                             |               |                              |                      |                      |        |
| 22 (86) | Right Place Right Time      | W odpowiednim miejscu, w odpowiednim czasie | Pamela Fryman | Stephen Lloyd                | 4 maja 2009          | 30 listopada 2009    | 4ALH21 |
| Ted jest blisko zdobycia swojego pierwszego zlecenia jako niezależny architekt. Musi zaprojektować restaurację w kształcie kapelusza kowbojskiego. W poszukiwaniu inspiracji rusza na spacer. Barney jest o krok od zaliczenia swojej 200 kochanki.                                                                                                  |                             |                                             |               |                              |                      |                      |        |
| 23 (87) | As Fast As She Can          | Tak szybko, jak może                        | Pamela Fryman | Craig Thomas, Carter Bays    | 11 maja 2009         | 7 grudnia 2009       | 4ALH23 |
| Narzeczony Stelli, Tony, próbuje pomóc Tedowi w znalezieniu pracy, aby wynagrodzić mu krzywdy. Barney próbuje anulować swój mandat. |                             |                                             |               |                              |                      |                      |        |
| 24 (88) | The Leap                    | Skok                                        | Pamela Fryman | Craig Thomas, Carter Bays    | 18 maja 2009         | 7 grudnia 2009       | 4ALH24 |
| Ted nie potrafi poradzić sobie z projektem restauracji w kształcie kapelusza, zarywa kilka nocy. Marshall próbuje wyciągnąć bohatera na dach, gdzie paczka przygotowała mu przyjęcie na 31 urodziny. Próbuje jednocześnie przeskoczyć na sąsiedni dach, gdzie znajduje się jacuzzi. Barney wyznaje Tedowi, że kocha Robin.                           |                             |                                             |               |                              |                      |                      |        |

## Seria 5: 2009–2010
| 1 (89) | Definitions                        | Definicje                                      | Pamela Fryman       | Carter Bays, Craig Thomas    | 21 września 2009     | 1 marca 2010    | 5ALH01 |
| Przyjaciele dowiadują się, że Barney i Robin są ze sobą, jednak opierają się, by zdefiniować swój związek. Lily zmusza ich do odpowiedzi na najbardziej przerażające pytanie, czy są parą. W międzyczasie, Ted prowadzi swoje pierwsze zajęcia.                                                       |                                    |                                                |                     |                              |                      |                 |        |
| 2 (90) | Double Date                        | Podwójna randka                                | Pamela Fryman       | Matt Kuhn                    | 28 września 2009     | 1 marca 2010    | 5ALH02 |
| Ted odkrywa, że był na randce z tą samą kobietą co 7 lat temu. Reszta grupy odwiedza klub ze striptizem. |                                    |                                                |                     |                              |                      |                 |        |
| 3 (91) | Robin 101                          | Robin 101                                      | Pamela Fryman       | Carter Bays, Craig Thomas    | 5 października 2009  | 1 marca 2010    | 5ALH03 |
| Kiedy Robin obawia się, że Barney zdradza ją, odkrywa, że Ted uczy Barneya, jak prawidłowo zachować się, będąc w związku z Robin. |                                    |                                                |                     |                              |                      |                 |        |
| 4 (92) | The Sexless Innkeeper              | Wstrzemięźliwy gospodarz                       | Pamela Fryman       | Kourtney Kang                | 12 października 2009 | 1 marca 2010    | 5ALH04 |
| Marshall i Lily desperacko usiłują umówić się z Robin i Barneyem na podwójną randkę. Dziewczyny pojawiające się w mieszkaniu Teda, wykorzystują go, by się przenocować w jego mieszkaniu, tworząc z niego „Aseksualnego Gospodarza”.                                                                  |                                    |                                                |                     |                              |                      |                 |        |
| 5 (93) | Duel Citizenship                   | Podwójne obywatelstwo                          | Pamela Fryman       | Chuck Tatham                 | 19 października 2009 | 8 marca 2010    | 5ALH05 |
| Ted proponuje Marshallowi wycieczkę do ich ulubionego miejsca w Chicago, gdzie jedli będąc kawalerami, ale ten zabiera ze sobą Lily. Barney załatwia amerykańskie obywatelstwo dla Robin, ale jej kanadyjskie korzenie wciąż dają o sobie znać.                                                       |                                    |                                                |                     |                              |                      |                 |        |
| 6 (94) | Bagpipes                           | Dudy                                           | Pamela Fryman       | Robia Rashid                 | 2 listopada 2009     | 8 marca 2010    | 5ALH06 |
| Barney uważa, że on i Robin są idealną parą, więc udziela rady Marshallowi, dotyczące życia z partnerką. |                                    |                                                |                     |                              |                      |                 |        |
| 7 (95) | The Rough Patch                    | Trudy                                          | Pamela Fryman       | Chris Harris                 | 9 listopada 2009     | 15 marca 2010   | 5ALH07 |
| Przyjaciele zauważają, że Barney i Robin męczą się ze sobą w związku. Postanawiają im pomóc. |                                    |                                                |                     |                              |                      |                 |        |
| 8 (96) | The Playbook                       | The Playbook                                   | Pamela Fryman       | Carter Bays, Craig Thomas    | 16 listopada 2009    | 15 marca 2010   | 5ALH08 |
| Barney wykorzystuje swoje najlepsze sztuczki, by godnie powrócić do randkowania, po tym jak zerwał z Robin. |                                    |                                                |                     |                              |                      |                 |        |
| 9 (97) | Slapsgiving 2: Revenge of the Slap | Święto Trzepnięczynienia 2: Zemsta trzepnięcia | Pamela Fryman       | Jamie Rhonheimer             | 23 listopada 2009    | 22 marca 2010   | 5ALH09 |
| Grupa obchodzi święto dziękczynienia w tym roku z ojcem Lily (Chris Elliott), z którym ta nie rozmawiała od trzech lat. Ted i Robin otrzymują od Marshalla szansę na trzepnięcie Barneya. |                                    |                                                |                     |                              |                      |                 |        |
| 10 (98) | Last Cigarette Ever                | Ostatni papieros w życiu                       | Pamela Fryman       | Theresa Mulligan Rosenthal   | 7 grudnia 2009       | 22 marca 2010   | 5ALH10 |
| Marshall wraca do nałogu nikotynowego. Lily, Ted, Robin i Barney nie pozostają w tyle. |                                    |                                                |                     |                              |                      |                 |        |
| 11 (99) | The Window                         | Okno                                           | Pamela Fryman       | Joe Kelly                    | 14 grudnia 2009      | 29 marca 2010   | 5ALH11 |
| Maggie (Joanna García), dziewczyna, z którą Ted od lat chciał się umówić, nagle zrywa ze swoim chłopakiem. Daje to Tedowi i wielu innym facetom szansę na jej zdobycie. Mama Marshalla przysyła mu jego rzeczy z lat młodzieńczych.                                                                   |                                    |                                                |                     |                              |                      |                 |        |
| 12 (100) | Girls Versus Suits                 | Dziewczyny kontra garnitury                    | Pamela Fryman       | Carter Bays, Craig Thomas    | 11 stycznia 2010     | 29 marca 2010   | 5ALH12 |
| Ted poznaje Cindy (Rachel Bilson), studentkę, która jest w jego wieku. W międzyczasie, Barney, próbuje poderwać seksowną barmankę pracującą w McLaren’s Pub. |                                    |                                                |                     |                              |                      |                 |        |
| 13 (101) | Jenkins                            | Jenkins                                        | Neil Patrick Harris | Greg Malins                  | 18 stycznia 2010     | 5 kwietnia 2010 | 5ALH13 |
| Marshall opowiada przyjaciołom historie o Jenkins, lecz boi się powiedzieć Lily, że Jenkins jest kobietą. |                                    |                                                |                     |                              |                      |                 |        |
| 14 (102) | Perfect Week                       | Idealny tydzień                                | Pamela Fryman       | Craig Gerard, Matthew Zinman | 1 lutego 2010        | 5 kwietnia 2010 | 5ALH14 |
| Barney próbuje osiągnąć Idealny Tydzień - Siedem nocy, siedem dziewczyn, zero odmowy. Robin, Ted, Marshall i Lily dzielą się swoimi problemami. |                                    |                                                |                     |                              |                      |                 |        |
| 15 (103) | Rabbit or Duck                     | Królik lub kaczka                              | Pamela Fryman       | Carter Bays, Craig Thomas    | 8 lutego 2010        | 10 maja 2010    | 5ALH15 |
| Podczas meczu Super Bowl Barney zostaje pokazany w TV z planszą na której widnieje jego nr telefonu. Od tego momentu bez przerwy otrzymuje telefony i SMS-y od kobiet. Tymczasem zbliżają się Walentynki. Ted prosi Lily i Marshalla o umówienie go z dziewczyną, którą jeśli mu się spodoba poślubi. |                                    |                                                |                     |                              |                      |                 |        |
| 16 (104) | Hooked                             | Hak                                            | Pamela Fryman       | Kourtney Kang                | 1 marca 2010         | ?               | 5ALH16 |
| Ted znajduje dziewczynę, która trzyma go w rezerwie. Grupa opowiada, jak to oni trzymali innych w rezerwie, lub sami byli rezerwowymi. |                                    |                                                |                     |                              |                      |                 |        |
| 17 (105) | Of Course                          | Oczywiście                                     | Pamela Fryman       | Matt Kuhn                    | 8 marca 2010         | ?               | 5ALH18 |
| Podczas gdy Barney spotyka się z kolejnymi dziewczynami Robin próbuje chodzić na randki z Donem. Niestety opowieści o kolejnych eskapadach jej ex chłopaka nie ułatwiają tego. Dziewczynie przychodzi z pomocą Anita (Jennifer Lopez), która napisała książkę na temat randkowania.                   |                                    |                                                |                     |                              |                      |                 |        |
| 18 (106) | Say Cheese                         | Uśmiech                                        | Pamela Fryman       | Robia Rashid                 | 22 marca 2010        | ?               | 5ALH17 |
| Przyjaciele zbierają się u Marshalla i Lily w celu świętowania jej 32 urodzin. Niespodziewanie Ted przyprowadza nową dziewczynę, co nie podoba się solenizantce. Robin odkrywa, że Barney zawsze wychodzi idealnie na zdjęciach.                                                                      |                                    |                                                |                     |                              |                      |                 |        |
| 19 (107) | Twin Beds                          | Oddzielne łóżka                                | Pamela Fryman       | Theresa Mulligan Rosenthal   | 12 kwietnia 2010     | ?               | 5ALH19 |
| Podczas gdy Robin postanawia się wprowadzić do Dona, Ted i Barney zdają sobie sprawę, że chcą być z Robin z powrotem. W międzyczasie, Marshall i Lily decydują się na oddzielne łóżka. |                                    |                                                |                     |                              |                      |                 |        |
| 20 (108) | Home Wreckers                      | Dom szkodników                                 | Pamela Fryman       | Chris Harris                 | 19 kwietnia 2010     | ?               | 5ALH20 |
| Przyjaciele przychodzą na ślub matki Teda, Virginii. Ted podejmuje ważną decyzje odnośnie do swojego życia. |                                    |                                                |                     |                              |                      |                 |        |
| 21 (109) | Robots VS Wrestlers                | Roboty VS Wrestlerzy                           | Rob Greenberg       | Jamie Rhonheimer             | 3 maja 2010          | ?               | 5ALH21 |
| Barney zdobywa zaproszenia na widowisko „Robots vs. Wrestlers”, jednak w międzyczasie grupa postanawia iść na inną imprezę jako Melissa Heller. Barney zaczyna się martwić, że grupa się rozpada, a Marshall i Lily prowadzą rozmowy na temat dziecka.                                                |                                    |                                                |                     |                              |                      |                 |        |
| 22 (110) | Zoo or False                       | Zoo lub prawda                                 | Pamela Fryman       | Stephen Lloyd                | 10 maja 2010         | ?               | 5ALH22 |
| Marshall zostaje obrabowany w Zoo. Lily postanawia zaopatrzyć się w broń. Robin narzeka na swój program. Barney opowiada swoje historie miłosne. |                                    |                                                |                     |                              |                      |                 |        |
| 23 (111) | Doppelgangers                      | Sobowtóry                                      | Pamela Fryman       | Carter Bays, Craig Thomas    | 17 maja 2010         | ?               | 5ALH23 |
| Marshall i Lily spotykają piątego sobowtóra. Robin dostaje ofertę pracy w Chicago, a Ted farbuje włosy na blond. |                                    |                                                |                     |                              |                      |                 |        |
| 24 (112) | The Wedding Bride                  | Panna młoda                                    | Pamela Fryman       | Stephen Lloyd                | 24 maja 2010         | ?               | 5ALH24 |
| Tony, facet, który odbił Tedowi Stellę, nagrywa film. Ted pierwszy dowiaduje się, o czym jest ten film - okazuje się, że o tym, jak Stella zostawiła go przy ołtarzu. |                                    |                                                |                     |                              |                      |                 |        |

## Seria 6: 2010–2011
| 1 (113) | Big Days                   | Wielkie dni          | Pamela Fryman | Carter Bays & Craig Thomas    | 20 września 2010     | 6ALH01 |
| Ted i Barney zakładają się o to kto poderwie laskę przy barze. Okazuje się, że jest ona przyjaciółką Cindy, z którą Ted się umawiał. Robin nadal rozpacza po rozstaniu z Donem. |                            |                      |               |                               |                      |        |
| 2 (114) | Cleaning House             | Sprzątanie domu      | Pamela Fryman | Stephen Lloyd                 | 27 września 2010     | 6ALH02 |
| Barney wraz z przyjaciółmi sprząta dom. Razem z bratem znajduje zdjęcie ojca jednego z nich. Postanawia go znaleźć. |                            |                      |               |                               |                      |        |
| 3 (115) | Unfinished                 | Nieskończony         | Pamela Fryman | Jamie Rhonheimer              | 4 października 2010  | 6ALH03 |
| Ted otrzymuje od Barneya propozycje zaprojektowania nowej siedziby GNB i zastanawia się czy ją przyjąć. |                            |                      |               |                               |                      |        |
| 4 (116) | Subway Wars                | Wojny w metrze       | Pamela Fryman | Chris Harris                  | 11 października 2010 | 6ALH04 |
| W ramach testu na „nowojorskość” grupa ściga się do baru w innej części miasta. Lily martwi się tym, że nie może zajść z Marshallem w ciążę. |                            |                      |               |                               |                      |        |
| 5 (117) | Architect of Destruction   | Architekt destrukcji | Pamela Fryman | Carter Bays & Craig Thomas    | 18 października 2010 | 6ALH05 |
| Nowa siedziba GNB ma powstać w miejscu hotelu Arcadian. Ted postanawia go bronić przed zniszczeniem z powodu pewnej dziewczyny. Marshall dowiaduje się, że Lily i Robin plotkują o łóżkowych sprawach. |                            |                      |               |                               |                      |        |
| 6 (118) | Baby Talk                  | Dziecinne gadanie    | Pamela Fryman | Joe Kelly                     | 25 października 2010 | 6ALH07 |
| Marshall i Lily odwiedzają Stuarta i Claudię, świeżo upieczonych rodziców, którzy mają problem z nazwaniem ich dziecka. Barney chce poderwać dziewczynę mówiąc jak mały chłopiec. Ted zaczyna umawiać się z Becky, co denerwuje Robin. |                            |                      |               |                               |                      |        |
| 7 (119) | Canning Randy              | Butelkujący Randy    | Pamela Fryman | Chuck Tatham                  | 1 listopada 2010     | 6ALH06 |
| Ted cieszy się, że jego klasa go lubi, nie trwa to jednak długo, bo Zoey ujawnia, że chce on zburzyć hotel Arcadian. Marshall nie chce zwolnić Randy’ego. |                            |                      |               |                               |                      |        |
| 8 (120) | Natural History            | Naturalna historia   | Pamela Fryman | Carter Bays & Craig Thomas    | 8 listopada 2010     | 6ALH09 |
| Piątka przyjaciół odwiedza Muzeum Historii Naturalnej. Lily dowiaduje się, że Marshall chce przyjąć stałą posadę w GNB. Robin i Barney dotykają wszystkich zakazanych rzeczy. Ted spotyka Zoey i poznaje jej męża. |                            |                      |               |                               |                      |        |
| 9 (121) | Glitter                    | Glitter              | Pamela Fryman | Kourtney Kang                 | 15 listopada 2010    | 6ALH08 |
| Przyjaciele oglądają serial z Robin Sparkles i starają się zgadnąć czemu Robin zerwała kontakty ze swoją dawną najlepszą przyjaciółką, Jessicą Glitter. |                            |                      |               |                               |                      |        |
| 10 (122) | Blitzgiving                | Blitz-czynienie      | Pamela Fryman | Theresa Mulligan Rosenthal    | 22 listopada 2010    | 6ALH10 |
| Po wyjściu Teda z pubu dzieją się niesamowite rzeczy. Okazuje się, że przejął on klątwę Blitza. Następnego ranka Ted znajduje śpiącą Zoey w wannie i dowiaduje się, że reszta grupy zaprzyjaźniła się z nią zeszłego wieczoru. |                            |                      |               |                               |                      |        |
| 11 (123) | The Mermaid Theory         | Teoria syreny        | Pamela Fryman | Robia Rashid                  | 6 grudnia 2010       | 6ALH11 |
| Podczas gdy Ted i Zoey zastanawiają się, czy zamężna kobieta może się przyjaźnić z facetem, ten próbuje zaprzyjaźnić się również z jej mężem. Marshall i Lily starają się o chwilę prywatności. |                            |                      |               |                               |                      |        |
| 12 (124) | False Positive             | Fałszywy alarm       | Pamela Fryman | Craig Gerard & Matthew Zinman | 13 grudnia 2010      | 6ALH12 |
| Lily i Marshall dowiadują się, że jest ona w ciąży. Fakt ten motywuję pozostałych członków grupy do przemyśleń nad swoim życiem i skłania do dokonania w nim pewnych zmian. |                            |                      |               |                               |                      |        |
| 13 (125) | Bad News                   | Złe wieści           | Pamela Fryman | Jennifer Hendriks             | 3 stycznia 2011      | 6ALH13 |
| Kiedy Marshall i Lily przestraszyli się, że mogą nigdy nie zajść w ciążę, udali się do specjalisty który okazał się sobowtórem Barneya. Marshall nie dzwonił przez tydzień do rodziców więc złożyli mu wizytę. Ten odcinek zawiera również odliczanie od 50 do 1 (numerki pojawiają się na różnych obiektach). |                            |                      |               |                               |                      |        |
| 14 (126) | Last Words                 | Ostatnie słowa       | Pamela Fryman | Carter Bays & Craig Thomas    | 17 stycznia 2011     | 6ALH14 |
| Marshall, Lilly i reszta paczki udają się do rodzinnego domu Ericksenów w Minesocie na uroczystości pogrzebowe ojca Marshalla - Marvina. Podczas rozmowy z księdzem, każdy z członków rodziny opowiada o ostatnich słowach jakie Marvin do nich powiedział, okazuje się, że Marshall ma z tym kłopot. W międzyczasie Barney i Ted próbują go rozśmieszyć.                                                              |                            |                      |               |                               |                      |        |
| 15 (127) | Oh Honey                   | O, skarbie           | Pamela Fryman | Carter Bays & Craig Thomas    | 7 lutego 2011        | 6ALH15 |
| Zoey umawia Teda na randkę ze swoją kuzynka; ze względu na to jaka jest ona naiwna, grupa nazywa ją Honey. W międzyczasie, Ted organizuje interwencję dotycząca samego siebie, na temat jego uczuć do Zoey, a Barney ‘zapoznaje’ się z Honey w domu Teda. |                            |                      |               |                               |                      |        |
| 16 (128) | Desperation Day            | Dzień Desperacji     | Pamela Fryman | Tami Sagher                   | 14 lutego 2011       | 6ALH16 |
| Barney ogłasza, że 13 lutego będzie „Dniem Desperacji”, świętem dla zdesperowanych kobiet. Lily zaskakuje Marshalla w Walentynki, Ted i Zoey dalej próbują rozgryźć ich związek, a Robin spędza czas z jej samotnymi przyjaciółkami. |                            |                      |               |                               |                      |        |
| 17 (129) | Garbage Island             | Wyspa śmieci         | Michael Shea  | Tom Ruprecht                  | 21 lutego 2011       | 6ALH17 |
| Po tym jak Marshall obejrzał dokument o śmieciach, zaczyna interesować się ochroną środowiska. W tym samym czasie, Ted spotyka byłego męża Zoey, Kapitana, a Robin próbuje uzmysłowić Barneyowi, że ten czuje coś do Nory, dziewczyny, z którą, po raz pierwszy w historii, był na walentynkowej randce. |                            |                      |               |                               |                      |        |
| 18 (130) | A Change of Heart          | Serce nie sługa      | Pamela Fryman | Matt Kuhn                     | 28 lutego 2011       | 6ALH18 |
| Barney umawia się na drugą randkę z Norą. Po śmierci ojca Marshalla wszyscy chcą przebadać się na serce. Barney panikuje. Robin znajduje sobie „PSA”. Barney okłamuje Norę, że chce się z nią ożenić. |                            |                      |               |                               |                      |        |
| 19 (131) | Legendaddy                 | Legendarny ojciec    | Pamela Fryman | Dan Gregor and Doug Mand      | 21 marca 2011        | 6ALH19 |
| Barney w końcu poznaje swojego ojca, który jak się niedługo potem okazuje wcale nie spełnia jego oczekiwań. Paczka planuje zrobić „interwencję”, która ma pomóc Barneyowi wybaczyć ojcu jego niedoskonałość i pogodzić się. |                            |                      |               |                               |                      |        |
| 20 (132) | The Exploding Meatball Sub | Kanapka z klopsikami | Pamela Fryman | Steven Lloyd                  | 11 kwietnia 2011     | 6ALH20 |
| Marshall postanawia odejść z GNB i zatrudnić się w firmie sprzyjającej środowisku. Barney wścieka się na przyjaciela i stara się zatrzymać go w starej pracy. Ted spiera się z Lily czyj związek jest lepszy. |                            |                      |               |                               |                      |        |
| 21 (133) | The Perfect Cocktail       | Idealny koktajl      | Pamela Fryman | Chris Harris                  | 18 kwietnia 2011     | 6ALH21 |
| Marshall opuszcza GNB, lecz przez swojego byłego szefa nie zostaje również zatrudniony w wymarzonej pracy. Chcąc się odegrać na Arthurze Hobbsie, zaczyna współpracę z Zoey. Z tego powodu zaczyna się spór między Barneyem a Marshallem. Robin i Lilly poszukują idealnego alkoholu, który pogodzi przyjaciół. W tym samym czasie Ted i jego dziewczyna Zoey próbują zlikwidować swój spór dotyczący hotelu Arcadian. |                            |                      |               |                               |                      |        |
| 22 (134) | Hopeless                   | Beznadzieja          | Pamela Fryman | Joe Kelly                     | 2 maja 2011          | 6ALH22 |
| Barney postanawia zmienić swojego ojca na równie szalonego jakiego go zapamiętał. Marshall i Lily zakładają się kto pierwszy poderwie 5 osób. Robin spotyka w barze faceta który zaczął jej się podobać gdy jeszcze chodziła z Tedem, oboje przypominają sobie pamiętny dzień. |                            |                      |               |                               |                      |        |
| 23 (135) | Challenge Accepted         | Wyzwanie przyjęte    | Pamela Fryman | Craig Thomas Carter Bays      | 9 maja 2011          | 6ALH23 |
| Bank burzy hotel Arcadian. Ted chce wrócić do Zoey, lecz Robin i Barney próbują go powstrzymać przed popełnieniem błędu. Barney, mimo że odrodziło się między nim a Robin uczucie, umawia się z Norą na kawę. Lily zachodzi w ciążę. |                            |                      |               |                               |                      |        |
| 24 (136) | Landmarks                  | Przełomowy moment    | Pamela Fryman | Craig Thomas Carter Bays      | 16 maja 2011         | 6ALH24 |
| Ted musi zdecydować czy hotel Arcadian jest zabytkiem, czy też należy go zburzyć. Barney dowiaduje się, że jeśli Ted stanie przeciwko bankowi GNB to on i Ted stracą pracę. |                            |                      |               |                               |                      |        |

## Seria 7: 2011–2012
| 1 (137) | The Best Man                   | Drużba                                          | Carter Bays & Craig Thomas | Pamela Fryman                   | 19 września 2011     | 1 marca 2012    | 7ALH01 |
| Lily tym razem naprawdę zachodzi w ciążę, razem z Marshallem chcą to ukryć przed przyjaciółmi przez pierwsze trzy miesiące. Akcja odcinku toczy się na weselu „Piąchy”, przyjaciela Teda, który ma wygłosić mowę. Marshall rujnuje wesele. Robin ciągle coś czuje do Barneya, ten jednak umawia się z Norą. |                                |                                                 |                            |                                 |                      |                 |        |
| 2 (138) | The Naked Truth                | Naga prawda                                     | Pamela Fryman              | Stephen Lloyd                   | 19 września 2011     | 2 marca 2012    | 7ALH02 |
| Ted ponownie zaczął się umawiać na randki. Dostaje zaproszenie na bal architektów i nie może się zdecydować, z którą z kobiet iść na przyjęcie. Barney opowiada Norze o swoim życiu podrywacza. |                                |                                                 |                            |                                 |                      |                 |        |
| 3 (139) | Ducky Tie                      | Krawat w kaczuszki                              | Rob Greenberg              | Carter Bays & Craig Thomas      | 26 września 2011     | 5 marca 2012    | 7ALH03 |
| Ted spotyka byłą dziewczynę. Barney zakłada się z Marshallem i Lily, po czym przegrywa i przez rok musi nosić krawat w kaczuszki. |                                |                                                 |                            |                                 |                      |                 |        |
| 4 (140) | The Stinson Missile Crisis     | Pociskowy kryzys Stinsona                       | Pamela Fryman              | Kourtney Kang                   | 3 października 2011  | 6 marca 2012    | 7ALH04 |
| Robin z nakazu sądu musi chodzić na terapię. |                                |                                                 |                            |                                 |                      |                 |        |
| 5 (141) | Field Trip                     | Wycieczka plenerowa                             | Pamela Fryman              | Jamie Rhonheimer                | 10 października 2011 | 8 marca 2012    | 7ALH05 |
| Robin umawia się z terapeutą. Wycieczka plenerowa Teda nie idzie najlepiej. |                                |                                                 |                            |                                 |                      |                 |        |
| 6 (142) | Mystery vs. History            | Tajemnica kontra historia                       | Pamela Fryman              | Chuck Tatham                    | 17 października 2011 | 7 marca 2012    | 7ALH06 |
| Lily i Marshall nie chcą poznać płci dziecka, co bardzo przeszkadza Barneyowi. |                                |                                                 |                            |                                 |                      |                 |        |
| 7 (143) | Noretta                        | Noretta                                         | Pamela Fryman              | Chuck Tatham                    | 24 października 2011 | 9 marca 2012    | 7ALH07 |
| Chłopak Robin powiedział, że ludzie szukają sobie partnerów na podobieństwo rodziców. Od tej pory wszystko idzie źle – do czasu. |                                |                                                 |                            |                                 |                      |                 |        |
| 8 (144) | The Slutty Pumpkin Returns     | Powrót Zdzirowatej Dyni                         | Pamela Fryman              | Tami Sagher                     | 31 października 2011 | 12 marca 2012   | 7ALH08 |
| Ted spotyka dziewczynę na którą czekał w każde Halloween od 10 lat. Barney, który zawsze wyśmiewał się z pochodzenia Robin, sam dowiaduje się, że jest w jednej czwartej Kanadyjczykiem. |                                |                                                 |                            |                                 |                      |                 |        |
| 9 (145) | Disaster Averted               | Zapobiec katastrofie                            | Michael Shea               | Robia Rashid                    | 7 listopada 2011     | 13 marca 2012   | 7ALH09 |
| Ted opowiada chłopakowi Robin historię kiedy bohaterowie przygotowują się do huraganu Irene mającego nawiedzić ulice Nowego Jorku. Tego też dnia grupka powiększa się o nowego członka. Barney próbuje pozbyć się krawatu w kaczuszki, ponieważ zamierza poznać rodziców Nory, co ostatecznie mu się udaje. Podczas powrotu do domu taksówką Barney i Robin popełniają błąd.                                          |                                |                                                 |                            |                                 |                      |                 |        |
| 10 (146) | Tick Tick Tick...              | Tik, tak...                                     | Pamela Fryman              | Chris Harris                    | 14 listopada 2011    | 14 marca 2012   | 7ALH10 |
| Lily, Marshall i Ted wybierają się na koncert, przy czym dwóch ostatnich „zajadło się” kanapką. Barney i Robin próbują ukryć przed swoimi partnerami fakt, że spali ze sobą. Obydwoje planują zakończyć swoje związki i wrócić do siebie, jednak tylko jednemu z nich się udaje. |                                |                                                 |                            |                                 |                      |                 |        |
| 11 (147) | The Rebound Girl               | Odbita dziewczyna                               | Pamela Fryman              | Carter Bays & Craig Thomas      | 21 listopada 2011    | 15 marca 2012   | 7ALH11 |
| Ted i Barney, niepowodzenie z biednym stanem ich niedawnych romantycznych stosunków, decydują się po pijaku adoptować dziecko jako bracia. |                                |                                                 |                            |                                 |                      |                 |        |
| 12 (148) | Symphony of Illumination       | Symfonia światła                                | Pamela Fryman              | Joe Kelly                       | 28 listopada 2011    | 16 marca 2012   | 7ALH12 |
| Robin podejrzewa, że zaszła w ciążę. Jest tym przerażona, mówi o tym jedynie ojcu jej dzieci. Marshall zaczyna przystrajać dom na święta. Chce mu w tym pomóc nastoletni sąsiad Scott. |                                |                                                 |                            |                                 |                      |                 |        |
| 13 (149) | Tailgate                       | Piknik (z żywnością wyłożoną na tyle samochodu) | Pamela Fryman              | Carter Bays & Craig Thomas      | 2 stycznia 2012      | 19 marca 2012   | 7ALH13 |
| Marshall udaje się na cmentarz i opowiada ojcu jak jego przyjaciele spędzili Sylwestra: Barney i Ted otworzyli bar w domu Teda, Robin miała przygodę w telewizji, a Marshall poznał chłopca, który udawał miłego, po czym zrobił szaloną imprezę w jego domu. |                                |                                                 |                            |                                 |                      |                 |        |
| 14 (150) | 46 Minutes                     | 46 minut                                        | Pamela Fryman              | Dan Gregor & Doug Mand          | 16 stycznia 2012     | 20 marca 2012   | 7ALH14 |
| Marshall i Lily przeprowadzają się do nowego domu. Muszą uporać się z problemem jakim jest ojciec Lily. W tym czasie Barney chce zostać nowym liderem paczki. Nie idzie mu to perfekcyjnie. |                                |                                                 |                            |                                 |                      |                 |        |
| 15 (151) | The Drunk Train                | Pijany pociąg                                   | Pamela Fryman              | Craig Gerard and Matthew Zinman | 6 lutego 2012        | 18 maja 2012    | 7ALH15 |
| Marshall, Lily, Robin i Kevin wyjeżdżają na walentynki do Vermont. Ted i Barney odkrywają „Pijany Pociąg”. |                                |                                                 |                            |                                 |                      |                 |        |
| 16 (152) | No Pressure                    | Bez presji                                      | Pamela Fryman              | George Sloan                    | 13 lutego 2012       | 22 maja 2012    | 7ALH16 |
| Ted zastanawia się nad związkiem z Robin. Marshall i Lily robią zakłady o życiu przyjaciół. Barney szuka seks-taśmy Marshalla i Lily. |                                |                                                 |                            |                                 |                      |                 |        |
| 17 (153) | The Burning Beekeeper          | Płonący pszczelarz                              | Pamela Fryman              | Carter Bays & Craig Thomas      | 20 lutego 2012       | 21 maja 2012    | 7ALH17 |
| Wszyscy przyjaciele przychodzą na przyjęcie zorganizowane przez Lily i Marshalla w ich nowym domu. Mickey znalazł nowe zajęcie- zajmie się hodowlą pszczół. |                                |                                                 |                            |                                 |                      |                 |        |
| 18 (154) | Karma                          | Karma                                           | Pamela Fryman              | Stephen Lloyd                   | 27 lutego 2012       | 4 lipca 2012    | 7ALH18 |
| Barney próbuje przekonać Quinn (Becki Newton), aby wyjść z nim. Ted zastanawia się co zrobić z opuszczonym przez Robin pokojem. |                                |                                                 |                            |                                 |                      |                 |        |
| 19 (155) | The Broath                     | Braterski pakt                                  | Pamela Fryman              | Carter Bays and Craig Thomas    | 19 marca 2012        | 4 lipca 2012    | 7ALH19 |
| Barney i Quinn chcą być razem, ale przyjaciołom Barneya nie podoba się ten pomysł i próbują ich skłócić ze sobą. Robin i Ted walczą o to, kto zasługuje na wynajem mieszkania. |                                |                                                 |                            |                                 |                      |                 |        |
| 20 (156) | Trilogy Time                   | Czas trylogii                                   | Pamela Fryman              | Kourtney Kang                   | 9 kwietnia 2012      | 23 grudnia 2012 | 7ALH20 |
| Barney i Quinn robią następny krok w swoim związku, ale kiedy Barney nie chce pozbyć się jednego z dawnych posiadłości podczas wyprowadzki, gang podejrzewa, że jego związek z Quinn nie przetrwa. Tymczasem Ted, Marshall i Barney rozpoczynają w innym czasie oglądać Trylogię Gwiezdnych wojen i wyobrażają sobie, jak ich życie będzie wyglądać za kolejne trzy lata.                                             |                                |                                                 |                            |                                 |                      |                 |        |
| 21 (157) | Now We’re Even                 | Jesteśmy kwita                                  | Pamela Fryman              | Chuck Tatham                    | 16 kwietnia 2012     | 23 grudnia 2012 | 7ALH21 |
| Ted wprowadza się do nowego mieszkania a Barney namawia go, aby wychodził się bawić każdej nocy. Tymczasem Lily ma fantazje o kimś innym niż o Marshallu, a Robin wreszcie zostaje popularną prezenterką. |                                |                                                 |                            |                                 |                      |                 |        |
| 22 (158) | Good Crazy                     | Zdrowe szaleństwo                               | Pamela Fryman              | Chuck Tatham                    | 30 kwietnia 2012     | 23 grudnia 2012 | 7ALH22 |
| Barney i Ted zajmują się kłopotami dziewczyn. Barney próbuje grać na luzie i udaje, że jest w porządku z okupacji swoją dziewczyną Quinn jako striptizerka. Niemniej jednak stwierdza, że jest bardzo zazdrosny i próbuje jej zmienić karierę. Ted uświadamia sobie, aby naprawić swą uszkodzoną przyjaźń z Robin. Tymczasem Marshall zaczyna denerwować Lily, więc wysyła go na weekend dla facetów w Atlantic City. |                                |                                                 |                            |                                 |                      |                 |        |
| 23 (159) | The Magician’s Code – Part One | Kodeks magika – część pierwsza                  | Pamela Fryman              | Chuck Tatham                    | 14 maja 2012         | 23 grudnia 2012 | 7ALH23 |
| Gdy Barney i Marshall są w Atlantic City, Lily zaczyna rodzić, chce jednak poczekać na ukochanego. Ted i Robin opowiadają jej różne historię, by odwrócić jej uwagę od skurczy. Tymczasem Barney i Marshall mają problem z powrotem do domu. |                                |                                                 |                            |                                 |                      |                 |        |
| 24 (160) | The Magician’s Code – Part Two | Kodeks magika – część druga                     | Pamela Fryman              | Chuck Tatham                    | 14 maja 2012         | 23 grudnia 2012 | 7ALH24 |
| Barney i Quinn zostają zatrzymani przez ochronę lotniska, w związku z czym nie mogę polecieć na Hawaje. Marshall i Lily chcą zrobić idealne zdjęcie swojego dziecka, na fotografa wybierając Robin. Ted dzwoni do pewnej starej znajomej. |                                |                                                 |                            |                                 |                      |                 |        |

## Seria 8: 2012–2013
| 1 (161) | Farhampton                   | Farhampton                  | Pamela Fryman | Carter Bays & Craig Thomas   | 24 września 2012     | 1 kwietnia 2013  | 8ALH01 |
| Barney prosi wszystkich o to, by nie mówili Quinn, że dawniej spotykał się z Robin. Ted przekonuje Victorię, aby napisała list do ex narzeczonego, w którym wyjaśnia dlaczego uciekła. <Barney streszcza wszystkie sezony w 52 sekundy> |                              |                             |               |                              |                      |                  |        |
| 2 (162) | The Pre-Nup                  | Intercyza                   | Pamela Fryman | Carter Bays & Craig Thomas   | 1 października 2012  | 2 kwietnia 2013  | 8ALH02 |
| Barney próbuje namówić Quinn do podpisania intercyzy. Ted przyjmuje pod swój dach byłego narzeczonego Victorii - Klausa. |                              |                             |               |                              |                      |                  |        |
| 3 (163) | Nannies                      | Nianie                      | Pamela Fryman | Chuck Tatham                 | 8 października 2012  | 3 kwietnia 2013  | 8ALH03 |
| Marshall i Lily poszukują opiekunki dla małego Marvina. Robin i Ted rywalizują o to, czyj związek jest bardziej idealny. |                              |                             |               |                              |                      |                  |        |
| 4 (164) | Who Wants to Be a Godparent? | Kto chce zostać chrzestnym? | Pamela Fryman | Matt Kuhn                    | 15 października 2012 | 4 kwietnia 2013  | 8ALH04 |
| Lily i Marshall zastanawiają się kogo wybrać na rodziców chrzestnych Marvina oraz kto zajmie się nim w przypadku ich śmierci. Powoduje to rywalizację między pozostałymi przyjaciółmi. |                              |                             |               |                              |                      |                  |        |
| 5 (165) | The Autumn of Break-Ups      | Jesień złamanych serc       | Pamela Fryman | Kourtney Kang                | 5 listopada 2012     | 9 kwietnia 2013  | 8ALH05 |
| Barney przygarnia psa, którego mianuje swoim skrzydłowym. Victoria oczekuje większego zaangażowania od Teda i stawia warunek dotyczący przyszłości ich związku. |                              |                             |               |                              |                      |                  |        |
| 6 (166) | Splitsville                  | Rozstanie                   | Pamela Fryman | Stephen Lloyd                | 12 listopada 2012    | 8 kwietnia 2013  | 8ALH06 |
| Przyjaciele uświadamiają Robin, że jej chłopak nie należy do najinteligentniejszych. Robin postanawia rozstać się z Nickiem. Pomaga jej w tym Barney... |                              |                             |               |                              |                      |                  |        |
| 7 (167) | The Stamp Tramp              | Aprobata                    | Pamela Fryman | Tami Sagher                  | 19 listopada 2012    | 10 kwietnia 2013 | 8ALH07 |
| Kluby ze striptizem rywalizują o Barneya. Marshall poleca w pracy swojego znajomego ze studiów - Brada. |                              |                             |               |                              |                      |                  |        |
| 8 (168) | Twelve Horny Women           | Dwanaście napalonych kobiet | Pamela Fryman | Eric Falconer, Romanski      | 26 listopada 2012    | 11 kwietnia 2013 | 8ALH08 |
| Marshall przed Trybunałem Sądu opowiada przebieg procesu, w którym spierał się ze swoim znajomym Bradem. Pozostali, aby dodać Marszallowi otuchy, towarzyszyli mu w sądzie, przechwalając się przy tym, kto z nich był większym chuliganem. Barney mówi Robin, że już nigdy nie będzie się o nią starał. |                              |                             |               |                              |                      |                  |        |
| 9 (169) | Lobster Crawl                | Pełzanie homara             | Pamela Fryman | Barbara Adler                | 3 grudnia 2012       | 15 kwietnia 2013 | 8ALH09 |
| Robin walczy o względy Barneya. Ted opiekuje się małym Marvinem przez co Lily i Marshall opuszczają chwile kiedy ich synek pierwszy raz raczkuje. Barney po stracie ulubionego krawata wymyśla śliniaczki dla mężczyzn. |                              |                             |               |                              |                      |                  |        |
| 10 (170) | The Over-Correction          | Nad-poprawka                | Pamela Fryman | Craig Gerard, Matthew Zinman | 10 grudnia 2012      | 16 kwietnia 2013 | 8ALH10 |
| Barney spotyka się z Patrice - koleżanką z pracy Robin. Zazdrosna Robin włamuje się do mieszkania Barneya, aby ukraść Playbook. Ted jest zły na przyjaciół, że pożyczają od niego rzeczy i ich nie zwracają. Do Marshalla i Lily przyjeżdża w odwiedziny pani Eriksen. Judy nawiązuje romans z ojcem Lily Mickeyem. |                              |                             |               |                              |                      |                  |        |
| 11 (171) | The Final Page part 1        | Ostatnia strona – część 1   | Pamela Fryman | Carter Bays, Craig Thomas    | 17 grudnia 2012      | 17 kwietnia 2013 | 8ALH11 |
| Marshall i Barney wypowiadają równocześnie to samo słowo, przez co Barney zostaje „zapechowany” i nie może się odzywać, dopóki ktoś nie wypowie jego imienia. Ted razem z Lily, Marshallem i Barneyem jedzie na uczelnię, na której studiował, aby zaprosić wykładowcę od architektury na uroczyste otwarcie budynku, który sam zaprojektował. Chce udowodnić mu, że mylił się mówiąc, że Ted nigdy nie będzie architektem. W kampusie Eriksenowie spotykają swojego znajomego Daryla. Szef Robin, każe jej zwolnić paru pracowników. Barney „zapesza” Teda i wyznaje mu, że chce się oświadczyć Patrice. Prosi go, aby nikomu o tym nie mówił. |                              |                             |               |                              |                      |                  |        |
| 12(172) | The Final Page part 2        | Ostatnia strona – część 2   | Pamela Fryman | Carter Bays, Craig Thomas    | 17 grudnia 2012      | 18 kwietnia 2013 | 8ALH12 |
| Marshall i Lily mają pierwszy wolny wieczór od czasu narodzin Marvina, dlatego zaplanowali go co do minuty. Ted nie wytrzymuje i zwierza się Marshallowi z tego co powiedział mu Barney. Robin ma towarzyszyć Tedowi na uroczystym otwarciu budynku. |                              |                             |               |                              |                      |                  |        |
| 13(173) | Band or DJ?                  | Zespół czy DJ?              | Pamela Fryman | Carter Bays, Craig Thomas    | 14 stycznia 2013     | 22 kwietnia 2013 | 8ALH13 |
| Barney oświadcza się Robin. Ted pomaga w planowaniu wesela. Narzeczeni spotykają się z ojcem Robin, okazuje się, że Barney nie spełnia wymogów przyszłego teścia. Syn Marshalla i Lilly ma problemy z wypróżnianiem. |                              |                             |               |                              |                      |                  |        |
| 14(174) | Ring Up!                     | Załóż pierścionek!          | Pamela Fryman | Jennifer Hendriks            | 21 stycznia 2013     | 23 kwietnia 2013 | 8ALH14 |
| Robin i Barney poznają „magię” pierścionków zaręczynowych, Ted uwodzi młodszą od siebie dziewczynę, która jak się okazuje jest bliską krewną jednego z jego znajomych, a Marshall w dość specyficzny sposób zachęca Lily do łóżkowych zabaw. |                              |                             |               |                              |                      |                  |        |
| 15(175) | P.S. I Love You              | P.S. Kocham Cię             | Pamela Fryman | Carter Bays, Craig Thomas    | 4 lutego 2013        | 24 kwietnia 2013 | 8ALH15 |
| Ted poznaje dziewczynę i uważa, że to przeznaczenie. Tłumaczy przyjaciołom różnicę między Dahmerem a Doblerem. Barney znajduje kolejne nagranie Robin Sparkles. |                              |                             |               |                              |                      |                  |        |
| 16(176) | Bad Crazy                    | Niezdrowe szaleństwo        | Pamela Fryman | Carter Bays, Craig Thomas    | 11 lutego 2013       | 25 kwietnia 2013 | 8ALH16 |
| Ted próbuje zerwać z Jeanette. Nie jest to łatwe, gdyż dziewczyna okazuje się być szalona. Robin stara się uniknąć wzięcia małego Marvina na ręce. |                              |                             |               |                              |                      |                  |        |
| 17(177) | The Ashtray                  | Popielniczka                | Pamela Fryman | Carter Bays, Craig Thomas    | 18 lutego 2013       | 25 czerwca 2013  | 8ALH18 |
| Do Teda dzwoni Kapitan - były mąż Zoey. Ted opowiada przyjaciołom historię ich ostatniego spotkania. Robin ma całkowicie inną wersję zdarzeń, tak samo, jak i Lily. Okazuje się, że Kapitan chciał się widzieć z kimś innym niż z Tedem. Ma ciekawą propozycję dla jednego z piątki przyjaciół. |                              |                             |               |                              |                      |                  |        |
| 18(178) | Weekend at Barney’s          | Weekend u Barneya           | Pamela Fryman | George Sloan                 | 25 lutego 2013       | 25 czerwca 2013  | 8ALH17 |
| Barney pomaga Tedowi znaleźć dziewczynę za pomocą swojej księgi podrywu. Lily i Marshall idą na wystawę cenionego artysty. |                              |                             |               |                              |                      |                  |        |
| 19(179) | The Fortress                 | Twierdza                    | Pamela Fryman | Carter Bays, Craig Thomas    | 18 marca 2013        | 26 czerwca 2013  | 8ALH19 |
| Robin chciałaby zamieszkać z Barneyem w nowym mieszkaniu. Urządza w mieszkaniu Barneya spotkanie potencjalnych kupców. Marshall jest smutny z powodu tego, że Lily spędza cały czas w nowej pracy. |                              |                             |               |                              |                      |                  |        |
| 20(180) | The Time Travelers           | Podróżnicy w czasie         | Pamela Fryman | Carter Bays, Craig Thomas    | 25 marca 2013        | 26 czerwca 2013  | 8ALH2  |
| Ted rozmawia z sobą za 20 lat i za 20 godzin i z Barneyem za 20 lat i 20 minut. Marshall i Robin kłócą się o nazwę drinka. |                              |                             |               |                              |                      |                  |        |
| 21(181) | Romeward Bound               | Skok do Rzymu               | Pamela Fryman | Chuck Tatham                 | 15 kwietnia 2013     | 27 czerwca 2013  | 8ALH21 |
| Lily dostała propozycję wyjazdu do Rzymu, ma problem z podjęciem decyzji o wyjeździe. |                              |                             |               |                              |                      |                  |        |
| 22(182) | The Bro Mitzvah              | Braterski obowiązek         | Pamela Fryman | Chris Harris                 | 29 kwietnia 2013     | 27 czerwca 2013  | 8ALH22 |
| Przyjaciele urządzają Barneyowi wieczór kawalerski, który Barney nazwał Bro mizwą. Wieczór jednak wygląda zupełnie inaczej niż Barney to sobie wyobrażał. |                              |                             |               |                              |                      |                  |        |
| 23(183) | Something Old                | Coś starego                 | Pamela Fryman | Carter Bays, Craig Thomas    | 6 maja 2013          | 28 czerwca 2013  | 8ALH23 |
| Barney idzie z ojcem Robin na strzelnicę. Lily i Marshall pakują rzeczy na wyjazd do Rzymu. Pomaga im w tym Ted. Robin szuka czegoś, co dawno temu zakopała. |                              |                             |               |                              |                      |                  |        |
| 24(184) | Something New                | Coś nowego                  | ?             | ?                            | 13 maja 2013         | 28 czerwca 2013  | 8ALH24 |
| Marshall jedzie z Marvinem do Minessoty na tydzień. Ted pokazuje Lily swoje urządzone mieszkanie. Nie zamierza jednak go zatrzymać. Barney i Robin spotykają w knajpie denerwującą parę. |                              |                             |               |                              |                      |                  |        |

## Seria 9: 2013–2014
Premiera 9 sezonu „Jak poznałem waszą matkę” została zapowiedziana na 23 września 2013 roku na kanale CBS

W Polsce premiera tego sezonu miała miejsce 27 października 2013 roku na kanale Comedy Central Polska.
| 1 (185) | The Locket                                | Wisiorek                                 | Pamela Fryman | Carter Bays & Craig Thomas   | 23 września 2013     | 27 października 2013 | 9ALH03 |
| Barney i Robin martwią się, iż mogą być spokrewnieni za sprawą kanadyjskiego pochodzenia i wspólnych kuzynów. Marshall usiłuje skasować z portalu społecznościowego zdjęcie, z którego wynika, iż zostanie sędzią. |                                           |                                          |               |                              |                      |                      |        |
| 2 (186) | Coming Back                               | Powrót                                   | Pamela Fryman | Carter Bays, Craig Thomas    | 23 września 2013     | 3 listopada 2013     | 9ALH03 |
| James oznajmia, iż rozwodzi się. Robin boi się, iż ta informacja uderzy w Barneya i zachwieje jego i tak słabą wiarę w ideę małżeństwa. Ukazana zostaje scena z przyszłości, w której Ted rozmawia z Matką w hotelu Farhampton Inn podczas romantycznej kolacji. |                                           |                                          |               |                              |                      |                      |        |
| 3 (187) | Last Time in New York                     | Ostatni raz w Nowym Jorku                | Pamela Fryman | Craig Gerard, Matthew Zinman | 30 września 2013     | 10 listopada 2013    | 9ALH04 |
| Lily odnajduje listę Teda, na której mężczyzna zapisał rzeczy, które chce zrobić w Nowym Jorku przed wyjazdem do Chicago. |                                           |                                          |               |                              |                      |                      |        |
| 4 (188) | The Broken Code                           | Złamane zasady kodeksu                   | Pamela Fryman | Matthew Kuhn                 | 7 października 2013  | 17 listopada 2013    | 9ALH03 |
| Barney denerwuje się, iż Ted dalej podkochuje się w Robin. Lily postanawia znaleźć Robin nową przyjaciółkę. |                                           |                                          |               |                              |                      |                      |        |
| 5 (189) | The Poker Game                            | Partia pokera                            | Pamela Fryman | Dan Gregor, Doug Mand        | 14 października 2013 | 24 listopada 2013    | 9ALH05 |
| Barney organizuje pokera dla przyjaciół, podczas którego dochodzi do nieprzyjemnej sytuacji pomiędzy Lorettą i Robin. |                                           |                                          |               |                              |                      |                      |        |
| 6 (190) | Knight Vision                             | Trudny wybór                             | Pamela Fryman | Chris Harris                 | 21 października 2013 | 1 grudnia 2013       | 9ALH07 |
| Ted stara się znaleźć dziewczynę podczas pobytu w Farhampton. |                                           |                                          |               |                              |                      |                      |        |
| 7 (191) | No Questions Asked                        | Bez zbędnych pytań                       | Pamela Fryman | Stephen Lloyd                | 28 października 2013 | 8 grudnia 2013       | 9ALH06 |
| Marshall prosi zdalnie swoich przyjaciół aby skasowali z telefonu Lily informacją o tym, iż został sędzią. |                                           |                                          |               |                              |                      |                      |        |
| 8 (192) | The Lighthouse                            | Latarnia morska                          | Pamela Fryman | Rachel Axler                 | 4 listopada 2013     | 15 grudnia 2013      | 9ALH08 |
| Konflikt pomiędzy Robin i Lorettą zaostrza się. Ted zabiera Cassie do latarni morskiej, gdzie następnie ukazana jest scena z przyszłości, w której Ted oświadcza się Matce. |                                           |                                          |               |                              |                      |                      |        |
| 9 (193) | Platonish                                 | Platonowaty                              | Pamela Fryman | George Sloan                 | 11 listopada 2013    | 22 grudnia 2013      | 9ALH10 |
| Odcinek retrospektywny, poświęcony wydarzeniom z jesieni 2012, podczas której Barney poznaje Matkę. |                                           |                                          |               |                              |                      |                      |        |
| 10 (194) | Mom and Dad                               | Mama i tata                              | Pamela Fryman | Carter Bays, Craig Thomas    | 18 listopada 2013    | 5 stycznia 2014      | 9ALH09 |
| Barney pragnie by jego biologiczna matka i ojciec zostali parą. |                                           |                                          |               |                              |                      |                      |        |
| 11 (195) | Bedtime Stories                           | Opowieści na dobranoc                    | Pamela Fryman | Carter Bays, Craig Thoma     | 25 listopada 2013    | 12 stycznia 2014     | 9ALH12 |
| Marshall jedzie z synem autobusem do Farhampton. Aby pomóc mu usnąć układa mu rymowanki opisujące wydarzenia z życia jego przyjaciół. |                                           |                                          |               |                              |                      |                      |        |
| 12 (196) | The Rehearsal Dinner                      | Próbna kolacja                           | Pamela Fryman | Chuck Tatham                 | 2 grudnia 2013       | 19 stycznia 2014     | 9ALH11 |
| Barney uważa, iż przyjaciele zorganizują mu próbną kolację w salonie Laser Tag w Farhampton. |                                           |                                          |               |                              |                      |                      |        |
| 13 (197) | Bass Player Wanted                        | Basistka poszukiwana                     | Pamela Fryman | Carter Bays, Craig Thomas    | 16 grudnia 2013      | 26 stycznia 2014     | 9ALH13 |
| Marshall zostaje zabrany na stopa przez Matkę i odwieziony do Farhampton Inn. W tym samym czasie Ted, Barney, Lily i Robin poznają Darrena – znienawidzonego przez Matkę członka jej zespołu muzycznego. |                                           |                                          |               |                              |                      |                      |        |
| 14 (198) | Slapsgiving 3: Slappointment in Slapmarra | Dzień Policzkowania 3 Wybuchające słońca | Pamela Fryman | Carter Bays, Craig Thomas    | 13 stycznia 2014     | 30 marca 2014        | 9ALH15 |
| Odcinek retrospektywny, w którym Marshall opowiada Barneyowi o tym jak ćwiczył przed uderzeniem jego w twarz. |                                           |                                          |               |                              |                      |                      |        |
| 15 (199) | Unpause                                   | Koniec przerwy                           | Pamela Fryman | Chris Harris                 | 20 stycznia 2014     | 30 marca 2014        | 9ALH14 |
| Lily i Marshall popadają w konflikt. Barney upija się wraz z Robin i Tedem co powoduje u niego przypływ szczerości: wyjaśnia czym się zajmuje w pracy. |                                           |                                          |               |                              |                      |                      |        |
| 16 (200) | How Your Mother Met Me                    | Jak wasza matka poznała mnie             | Pamela Fryman | Carter Bays, Craig Thomas    | 27 stycznia 2014     | 6 kwietnia 2014      | 9ALH16 |
| Odcinek retrospektywny, w którym pokazane są losy Matki oraz moment, w którym po raz pierwszy ujrzała Teda. |                                           |                                          |               |                              |                      |                      |        |
| 17 (201) | Sunrise                                   | Wschód słońca                            | Pamela Fryman | Carter Bays, Craig Thomas    | 3 lutego 2014        | 6 kwietnia 2014      | 9ALH18 |
| Ted i Robin wspominają dawne czasy podczas nocnego spaceru po plaży. Marshall zostaje sam na noc, podczas której nawiedza go duch Lily z 2006 roku oraz duch jego ojca. Barney błąkając się po pijanemu natrafia na dwóch mężczyzn, których zabiera na imprezę. |                                           |                                          |               |                              |                      |                      |        |
| 18 (202) | Rally                                     | Eliksir                                  | Pamela Fryman | Carter Bays, Craig Thomas    | 24 lutego 2014       | 13 kwietnia 2014     | 9ALH17 |
| Barney po ostatniej nocy jest nieprzytomny z powodu kaca - przyjaciele postanawiają mu pomóc wydobrzeć, ze względu na napięty plan przedweselnych obowiązków. Marzenie o „Weekendzie u Barneya” zostaje zrealizowane. |                                           |                                          |               |                              |                      |                      |        |
| 19 (203) | Vesuvius                                  | Wezuwiusz                                | Pamela Fryman | Stephen Lloyd                | 3 marca 2014         | 13 kwietnia 2014     | 9ALH19 |
| Ted i Matka jedzą kolację w Farhampton Inn w roku 2024, podczas której wspominają ostatnie przygotowania Barneya i Robin do ślubu. |                                           |                                          |               |                              |                      |                      |        |
| 20 (204) | Daisy                                     | Stokrotka                                | Pamela Fryman | Carter Bays, Craig Thomas    | 10 marca 2014        | 20 kwietnia 2014     | 9ALH20 |
| Ted, Marshall, Barney, Ranjit i William Zabka starają się ustalić, gdzie Lily była podczas ostatniej nocy. Trop wiedzie ich do domu Kapitana, gdzie przebywa też Becky (Laura Bell Bundy). Ted dochodzi do wniosku, iż Lily jest ponownie w ciąży. W międzyczasie Lily spędza czas w pokoju hotelowym z Robin i jej matką. Okazuje się, iż Linus dostarczał Lily wyłącznie napoje bezalkoholowe, gdyż ta podejrzewała, że może być w ciąży. |                                           |                                          |               |                              |                      |                      |        |
| 21 (205) | Gary Blauman                              | Gary Blauman                             | Pamela Fryman | Carter Bays, Craig Thomas    | 17 marca 2014        | 20 kwietnia 2014     | 9ALH21 |
| Robin prosi Marshalla, by ten zajął się Garym Blaumanem. Okazuje się, iż postać ta budzi skrajne emocje u Teda, Lily, Barneya, Jamesa i Zabki. Ted przedstawia dalsze pobocznych postaci, które zostały zaprezentowane w serialu. |                                           |                                          |               |                              |                      |                      |        |
| 22 (206) | The End of the Aisle                      | Pod sam ołtarz                           | Pamela Fryman | Chris Harris                 | 24 marca 2014        | 27 kwietnia 2014     | 9ALH22 |
| Robin ma ostatnie wątpliwości przed ślubem, którymi dzieli się z Tedem. Barney spisuje ślubowania małżeńskie. Robin przed samą ceremonią poznaje Matkę. Odcinek kończy się ślubem Robin i Barneya. |                                           |                                          |               |                              |                      |                      |        |
| 23 (207) | Last Forever, Part 1                      | Ostatnia na zawsze cz. 1                 | Pamela Fryman | Carter Bays, Craig Thomas    | 31 marca 2014        | 27 kwietnia 2014     | 9ALH23 |
| Ukazane są dalsze losy przyjaciół: Barney i Robin rozwiedli się trzy lata po swym ślubie. Tedowi i Matce urodziła się dwójka dzieci, po czym się pobrali. Lily i Marshall, który sam został wreszcie upragnionym sędzią, mają trzecie dziecko. Para przeprowadziła się do większego mieszkania. |                                           |                                          |               |                              |                      |                      |        |
| 24 (208) | Last Forever, Part 2                      | Ostatnia na zawsze cz. 2                 | Pamela Fryman | Carter Bays, Craig Thomas    | 31 marca 2014        | 27 kwietnia 2014     | 9ALH24 |
| Barney został ojcem po tym jak codziennie, przez 31 dni uprawiał seks z różnymi kobietami. Matką jego dziecka została anonimowa „kobieta #31”. Podane zostały personalia Matki: Tracy McConnell. Kobieta zmarła w 2024 roku na niepodaną chorobę, czyli 6 lat przed tym, jak Ted opowiedział dzieciom historię poznania ich matki. Luke i Penny namówili ojca go by spróbował zejść się z Robin. Serial kończy się sceną, w której Ted udaje się pod mieszkanie Robin, trzymając w ręku niebieski róg a kobieta pojawia się w oknie wraz z jej psami. Identyczna scena miała miejsce w 2005 roku i została ukazana w pierwszym odcinku serialu. |                                           |                                          |               |                              |                      |                      |        |